# Joaquim Pla i Dalmau
Joaquim Pla i Dalmau (Girona, 19 d'octubre del 1917 - 8 de desembre del 2005) va ser un editor, escriptor, il·lustrador i compositor molt vinculat a la vida gironina.

## Biografia
Era fill de Joaquim Pla i Cargol i Catalina Dalmau i Casademont, i la seva era una família d'escriptors, editors i pedagogs; tant el seu pare com el seu oncle Lluís Gonzaga Pla i Cargol (1889-1961) havien publicat diverses obres de caràcter pedagògic. Va estudiar batxillerat a l'institut de Segon Ensenyament de Girona. Es va llicenciar en Dret a la Universitat de Barcelona l'any 1940. Durant la guerra civil espanyola va ser tinent practicant de Sanitat militar. Va obtenir el títol de Mestre Nacional l'any 1942 i va revalidar el practicant el 1943. La seva família es dedicava al món editorial i llibreter, i en Joaquim va dirigir la Llibreria Dalmau Carles S.A. de Girona (un establiment d'anomenada) des de 1943 a 1949. Va ser a partir d'aquest any que va figurar com a propietari de la Llibreria Pla Dalmau de Girona, establiment que dirigí des de 1949 fins a la seva mort. El 1967 es va fer càrrec de la gerència de l'Editorial Dalmau Carles Pla S.A. fins a jubilar-se'n el 1981.
Va ser tinent d'Alcalde de l'ajuntament de Girona des de 1961 a 1967, responsabilitzant-se de les obres públiques municipals, urbanitzant els carrers de l'Eixample. El 1962 va rebre la Creu de l'Orde del Mèrit Militar de 2a. classe. També va ser membre de la mesa de la Cambra de Comerç de Girona (1975-1980), fundador de la "Confraria de Jesús Crucificat" (1940) i president la societat "El Baluard", dedicada a l'estudi de la història i fets d'armes de Girona i les seves comarques.
Com a escriptor va ser autor de les obres Ordenació i Catalogació de bibliotecas particulares (Gerona: Dalmau Carles, Pla, 1947), Cervantes y el Quijote: material para el desarrollo de tres conferencias escolares (Girona: Dalmau Carles, Pla, 1947) Estampes de Girona (Girona: Dalmau Carles, Pla, 1949 i 1980), El gran capitán (1952), Gerona (en col·laboració amb el seu germà Josep Maria i Eleuterio Paniagua; Madrid: Publicaciones Españolas, 1964) i col·laborà en moltes edicions escolars de Dalmau Carles Pla S.A. També publicà articles a la revista Destino, al diari Los Sitios, (Diari de Girona), i a moltes publicacions de caràcter militar (Revista de la Guardia Real, Almogávares, Le Bivouac...).
Va ser dibuixant i il·lustrador de llibres i gravador de xil·lografies i ex-libris, i va fer diverses exposicions a la Llibreria Catalònia (durant el franquisme "Casa del Libro") de Barcelona, "Macarrón" de Madrid, "Ferrer" de Girona i "Armengol" d'Olot. Es va especialitzar en xil·lografies per a ex-libris cervantins. Va realitzar nombrosos treballs sobre indumentària i uniformologia històrica per a l'Ajuntament de Girona, Musée de la Cittadelle de Perpinyà, "La Passió" de Girona i diverses revistes militars.
Va practicar la composició musical amb més de vuitanta obres de caràcter coral i música militar per a banda de pífres i tambors.
Aplegà una col·lecció d'ex-libris amb uns 10.000 exemplars i una altra col·lecció de miniatures militars de plom amb unes 40.000 peces.
Va dedicar una bona part de la seva activitat a Dalmau Carles Pla S.A. a la creació de jocs educatius, molts d'ells divulgats per TVE (difosos en programes com Un, dos, tres o Los Payasos de la tele). També va ser l'autor del joc La Reconquista, primer joc de guerra espanyol, que Dalmau Carles Pla publicà el 1970. Quan ja era jubilat, el 1985, la seva editorial, Dalmau Carles Pla, fou també la primera a publicar un joc de rol a Espanya quan publicà una traducció al castellà del joc de rol estatunidenc Dungeons & Dragons.
Els seus germans Josep Maria i Maria Pla i Dalmau també van publicar diversos llibres, com a autors i/o traductors.
L'Ajuntament de Girona va decidir dedicar-li una plaça de la ciutat, a l'encreuament dels carrers de Sant Joan Baptista de la Salle i de Joan Maragall, molt a prop d'on hi hagué instal·lada l'editorial Dalmau Carles.